# Microrregión de la Sierra de Santana
La microrregión de la Sierra de Santana es una de las microrregiones del estado brasilero del Rio Grande del Norte perteneciente a la mesorregión Central Potiguar. Su población fue estimada en 2006 por el IBGE en 64.213 habitantes y está dividida en siete municipios. Posee un área total de 3.019,906 km².

## Municipios
- Bodó
- Cerro Corá
- Florânia
- Lagoa Nova
- Santana do Matos
- São Vicente
- Tenente Laurentino Cruz